# Acianthera myrticola
Acianthera myrticola é uma espécie de orquídea (Orchidaceae) originária do Brasil.